# Buste de jeune fille
Buste de jeune fille ou Buste de jeune fille (Marie-Thérèse Walter), parfois référencé sous le titre Buste de femme, est une œuvre de Pablo Picasso peinte en 1926 à Paris. Il s'agit d'une peinture utilisant la technique mixte du fusain et de peinture à l'huile sur toile de 81 × 65 cm représentant Marie-Thérèse Walter, son modèle d'alors et future compagne. L'œuvre, référencée dans le catalogue Zervos, fait partie des collections du Musée Picasso de Paris en dépôt permanent dans les collections du Musée d'art moderne et contemporain de Strasbourg.

## Historique
Pablo Picasso est depuis de nombreuses années marié à la danseuse Olga Khokhlova ; cependant le couple va mal et le peintre vit de manière libre. Depuis le dernier trimestre 1925 apparaît dans sa peinture, qui prend un style différent du cubisme analytique, un nouveau modèle, une jeune femme blonde au visage en courbes. La nature exacte de la relation entre Marie-Thérèse Walter et Picasso de 1925 à 1927 n'est pas connue et la jeune femme, née en 1909 – donc mineure –, n'est probablement alors qu'un modèle dont le peintre nourrit son art et ses désirs. Grâce aux déclarations des intéressés, et aux conclusions des historiens de l'art, le début avéré de la relation amoureuse date indubitablement de janvier 1927.
Buste de jeune fille est au moins précédé d'un dessin préparatoire très abouti, daté par l'artiste du 20 mars 1926, indiquant donc qu'à cette date le tableau était en voie imminente de réalisation ; Picasso peignant vite après ses études au dessin.

## Description
Le tableau est un portrait de face, en buste, de son modèle et futur amante Marie-Thérèse Walter vêtue d'un habit rayé à col Claudine. La jeune femme est placée dans un intérieur, dans l'axe de l'angle d'une pièce dont les deux pans de mur, en perspective volontairement erronée, divisent à sa médiane l'espace du tableau selon un axe vertical et les différents galons présents sur les murs en trois tiers horizontaux.
L'ensemble est peint dans différents tons de gris, par de larges aplats relativement épais, desquels transparaissent volontairement les repentirs de lignes du peintre.
Le visage de la jeune fille est selon les avancées formelles du cubisme représenté tout à la fois de face et selon son profil gauche (définissant la partie droite de la face, aux tons les plus sombres), mais de manière plus subtile introduit dans une troisième dimension en profondeur, le visage d'un homme, penché – Picasso –, qui embrasse délicatement les lèvres du profil gauche (fondu donc dans la partie droite de la face) du modèle. Ce visage dissimulé d'homme se confond totalement dans les tons sombres du profil gauche, mais était plus clairement explicite dans le dessin préparatoire du 20 mars 1926. Dès lors, le Buste de jeune fille devient aussi un « baiser » à son modèle et, ainsi, un archétype des références du peintre à la sensualité.
De par ses caractéristiques, cette œuvre monochrome majeure de la période du « cubisme curviligne » préfigure tout à la fois les évolutions de la peinture de Picasso vers des formes amples, sinueuses et colorées ainsi que son travail de sculpteur dans une série de bustes imposants de Marie-Thérèse aux nez et pommettes volumineux également tout en courbes.